# イル・ディーヴォ 魔王と呼ばれた男
『イル・ディーヴォ 魔王と呼ばれた男』（イル・ディーヴォ まおうとよばれたおとこ、原題：Il Divo）は、2008年のイタリア・フランス合作の伝記映画。監督はパオロ・ソレンティーノ、出演はトニ・セルヴィッロとアンナ・ボナイウートなど。権力を利用して数々の犯罪に手を染めながら、長期間にわたってイタリアの首相を務めたジュリオ・アンドレオッティの実像を描いている。2008年5月23日に第61回カンヌ国際映画祭で初上映され、同映画祭の審査員賞を受賞している。また、イタリア映画界最高の映画賞であるダヴィッド・ディ・ドナテッロ賞では16部門でノミネートされ、7部門で受賞を果たしている。
日本では2009年5月2日にイタリア映画祭2009で『イル・ディーヴォ』の邦題で初上映された後、2012年8月4日から『イル・ディーヴォ 魔王と呼ばれた男』の邦題で一般公開された。

## ストーリー
1990年代初頭、第71代イタリア首相ジュリオ・アンドレオッティが自身にとって7期目の内閣を発足させる日から、大統領選への立候補と落選、マフィアとの関係や汚職の疑惑で首相の座を追われ、裁判にかけられるまでを描いている。

## キャスト
- ジュリオ・アンドレオッティ: トニ・セルヴィッロ - 第71代イタリア首相。
- リビア・ダネーセ: アンナ・ボナイウート（イタリア語版） - アンドレオッティの妻。
- エウジェニオ・スカルファリ（イタリア語版）: ジュリオ・ボセッティ（イタリア語版） - ジャーナリスト。
- フランコ・エヴァンゲリスティ（イタリア語版）: フラヴィオ・ブッチ - アンドレオッティの右腕。通称「レモン」。
- パオロ・チリーノ・ポミチーノ（イタリア語版）: カルロ・ブチロッソ（イタリア語版） - 財務大臣。通称「大臣」。
- サルヴォ・リマ（イタリア語版）: ジョルジョ・コランジェリ（イタリア語版） - 国会議員。通称「閣下」。
- マリオ・カンチアーニ（イタリア語版）: アルベルト・クラッコ - 司祭。アンドレオッティの告解を受ける。
- エネア女史: ピエラ・デッリ・エスポスティ（イタリア語版） - アンドレオッティの秘書。
- ミーノ・ペコレッリ（イタリア語版）: ロレンツォ・ジョイエッリ（イタリア語版） - 暗殺されたジャーナリスト。
- アルド・モーロ: パオロ・グラツィオージ（イタリア語版） - 元首相。1978年に誘拐され殺害された。
- ヴィットリオ・スバルデッラ（イタリア語版）: マッシモ・ポポリツィオ - 国会議員。通称「シャーク」。
- ジュゼッペ・チャッラピーコ（イタリア語版）: アルド・ラッリ（イタリア語版） - 実業家。通称「チアッラ」。
- フィオレンツォ・アンジェリーニ（イタリア語版）: アキーレ・ブルニーニ - 枢機卿。通称「健全」。

## 作品の評価

### 映画批評家によるレビュー
Rotten Tomatoesによれば、批評家の一致した見解は「このイタリアの政治スリラーで描かれている腐敗の複雑な関係は、外国人には難しいかもしれないが、ビジュアルと陰謀は同じくらい説得力があり、スリリングである。」であり、50件の評論のうち、高く評価しているのは92%にあたる46件で、平均点は10点満点中7.51点となっている。Metacriticによれば、17件の評論の全てが高く評価しており、平均点は100点満点中81点となっている。

### 受賞歴
| 賞                             | 部門                         | 対象 | 結果       |
| ------------------------------ | ---------------------------- | --- | ---------- |
| カンヌ国際映画祭               | 審査員賞                     | | 受賞       |
| アカデミー賞                   | メイクアップ賞               | アルド・シニョレッティ ヴィットリオ・ソダーノ                                                                              | ノミネート |
| ダヴィッド・ディ・ドナテッロ賞 | 作品賞                       | | ノミネート |
| ダヴィッド・ディ・ドナテッロ賞 | 監督賞                       | パオロ・ソレンティーノ | ノミネート |
| ダヴィッド・ディ・ドナテッロ賞 | 脚本賞                       | パオロ・ソレンティーノ | ノミネート |
| ダヴィッド・ディ・ドナテッロ賞 | プロデューサー賞             | アンドレア・オキピンティ ニコラ・ジュリアーノ フランチェスカ・シーマ マウリツィオ・コッポレッチア                          | ノミネート |
| ダヴィッド・ディ・ドナテッロ賞 | 主演男優賞                   | トニ・セルヴィッロ | 受賞       |
| ダヴィッド・ディ・ドナテッロ賞 | 助演女優賞                   | ピエラ・デッリ・エスポスティ                                                                                               | 受賞       |
| ダヴィッド・ディ・ドナテッロ賞 | 助演男優賞                   | カルロ・ブチロッソ | ノミネート |
| ダヴィッド・ディ・ドナテッロ賞 | 撮影賞                       | ルカ・ビガッツィ | 受賞       |
| ダヴィッド・ディ・ドナテッロ賞 | 音楽賞                       | テオ・テアルド | 受賞       |
| ダヴィッド・ディ・ドナテッロ賞 | 美術賞                       | リノ・フィオリート | ノミネート |
| ダヴィッド・ディ・ドナテッロ賞 | 衣裳デザイン賞               | ダニエラ・チャンチョ | ノミネート |
| ダヴィッド・ディ・ドナテッロ賞 | メイクアップ賞               | ヴィットリオ・ソダーノ | 受賞       |
| ダヴィッド・ディ・ドナテッロ賞 | ヘアデザイン・スタイリング賞 | アルド・シグノレッティ | 受賞       |
| ダヴィッド・ディ・ドナテッロ賞 | 編集賞                       | クリスティアーノ・トラヴァリョーリ                                                                                         | ノミネート |
| ダヴィッド・ディ・ドナテッロ賞 | 音響賞                       | エマヌエーレ・チェチェーレ                                                                                                 | ノミネート |
| ダヴィッド・ディ・ドナテッロ賞 | 視覚効果賞                   | ニコラ・スガンガ ロドルフォ・ミリャーリ                                                                                    | 受賞       |
| ナストロ・ダルジェント賞       | 最優秀作品監督賞             | パオロ・ソレンティーノ | 受賞       |
| ナストロ・ダルジェント賞       | 製作者賞                     | ファヴィオ・コンヴェルシ マウリツィオ・コッポレッチア ニコラ・ジュリアーノ アンドレア・オキピンティ フランチェスカ・シーマ | 受賞       |
| ナストロ・ダルジェント賞       | 脚本賞                       | パオロ・ソレンティーノ | 受賞       |
| ナストロ・ダルジェント賞       | 主演男優賞                   | トニ・セルヴィッロ | 受賞       |
| ナストロ・ダルジェント賞       | 助演女優賞                   | アンナ・ボナイウート | ノミネート |
| ナストロ・ダルジェント賞       | 撮影賞                       | ルカ・ビガッツィ | ノミネート |
| ナストロ・ダルジェント賞       | 美術賞                       | リノ・フィオリート | ノミネート |
| ナストロ・ダルジェント賞       | 編集賞                       | クリスティアーノ・トラヴァリョーリ                                                                                         | ノミネート |
| ナストロ・ダルジェント賞       | 音響賞                       | エマヌエーレ・チェチェーレ                                                                                                 | ノミネート |